# Paratheocris similis
Paratheocris similis är en skalbaggsart som beskrevs av Stefan von Breuning 1938. Paratheocris similis ingår i släktet Paratheocris och familjen långhorningar. Inga underarter finns listade i Catalogue of Life.